# Donja Trstenica
Donja Trstenica falu Horvátországban, Sziszek-Monoszló megyében. Közigazgatásilag Glinához tartozik.

## Fekvése
Sziszek városától légvonalban 30, közúton 47 km-re délnyugatra, községközpontjától légvonalban 9, közúton 12 km-re északnyugatra, a Glinát Zágrábbal összekötő 31-es számú főúttól nyugatra fekszik.

## Története
A környék számos településéhez hasonlóan a 17. század vége felé népesült be, kápolnáját már 1698-ban említik. 1696-ban a szábor a bánt tette meg a Kulpa és az Una közötti határvédő erők parancsnokává, melyet hosszas huzavona után 1704-ben a bécsi udvar is elfogadott. Ezzel létrejött a Báni végvidék, horvátul Banovina (vagy Banja), mely katonai határőrvidék része lett. 1745-ben megalakult a Glina központú első báni ezred, melynek fennhatósága alá ez a vidék is tartozott. 1881-ben megszűnt a katonai közigazgatás. 1857-ben 151, 1910-ben 230 lakosa volt. 1918-ban az új szerb-horvát-szlovén állam, majd később Jugoszlávia része lett. A második világháború idején a Független Horvát Állam része volt. 1991. június 25-én az akkor kikiáltott független Horvátország része lett. A falut 1991 őszén elfoglaló szerb erők a horvát lakosságot elűzték. 1995. augusztus 8-án a Vihar hadművelettel foglalta vissza a horvát hadsereg. A településnek 2011-ben már nem volt állandó lakossága.

## Népesség
| Lakosság változása | Lakosság változása | Lakosság változása | Lakosság változása | Lakosság változása | Lakosság változása | Lakosság változása | Lakosság változása | Lakosság változása | Lakosság változása | Lakosság változása | Lakosság változása | Lakosság változása | Lakosság változása | Lakosság változása | Lakosság változása |
| ------------------ | ------------------ | ------------------ | ------------------ | ------------------ | ------------------ | ------------------ | ------------------ | ------------------ | ------------------ | ------------------ | ------------------ | ------------------ | ------------------ | ------------------ | ------------------ |
| 1857               | 1869               | 1880               | 1890               | 1900               | 1910               | 1921               | 1931               | 1948               | 1953               | 1961               | 1971               | 1981               | 1991               | 2001               | 2011               |
| 151                | 187                | 172                | 222                | 222                | 230                | 215                | 262                | 176                | 173                | 179                | 124                | 48                 | 26                 | 3                  | 0                  |

## Nevezetességei
Szent Mária Magdolna tiszteletére szentelt római katolikus kápolnáját 1698-ban említik először. A falu felett magasan fekvő temetőben állt. 1991 őszén a délszláv háború idején a falut elfoglaló szerbek lerombolták. Ma csak alapfalai látszanak a falu temetőjében. A helyére keresztet állítottak.